# Mario Gomez d'Ayala
Mario Gomez d'Ayala (Napoli, 16 settembre 1917 – Napoli, 20 gennaio 2008) è stato un politico e avvocato italiano.

## Biografia
Viene eletto nelle file del Partito Comunista Italiano alla Camera dei deputati nella II e III legislatura, e al Senato della Repubblica nella IV.
È stato presidente del Consiglio regionale della Campania, dal 1976 al 1979, e membro "laico" del Consiglio Superiore della Magistratura in quota comunista.